# Lepidaploa gnaphalioides
Lepidaploa gnaphalioides là một loài thực vật có hoa trong họ Cúc. Loài này được (Sch.Bip. ex Baker) H.Rob. mô tả khoa học đầu tiên năm 1990.